# Maciej Kupaj
Maciej Patryk Kupaj (ur. 23 września 1981 w Legnicy) – polski samorządowiec i przedsiębiorca, od 2024 prezydent Legnicy.

## Życiorys
Ukończył studia politologiczne na Uniwersytecie Wrocławskim. Zajął się prowadzeniem działalności gospodarczej w ramach biura konsultingowo-ubezpieczeniowego.
Wstąpił do Platformy Obywatelskiej. W 2014 i 2018 wybierany do rady miejskiej Legnicy. W wyborach samorządowych w 2024 został kandydatem Koalicji Obywatelskiej na prezydenta miasta. W pierwszej turze zdobył najwyższe poparcie (47,29%). W drugiej turze wygrał z Joanną Śliwińską-Łokaj z PiS, otrzymując 65,94% głosów.
Żonaty, ma dwoje dzieci.